# فرناندو فرنانديز (عالم إنسان)
فرناندو فرنانديز (بالإسبانية: Fernando Ortiz Fernández) (و. 1881 – 1969 م) هو عالم إنسان، وعالم موسيقى، ومختص في الموسيقى العرقية، ودبلوماسي، وكاتب كوبي، ولد في هافانا، توفي في هافانا، عن عمر يناهز 88 عاماً.

## التعليم
تعلم في جامعة برشلونة، وتعلم في جامعة هافانا
.

## روابط خارجية
- فرناندو فرنانديز على موقع الموسوعة البريطانية (الإنجليزية)